# Shin Ultraman (película)
Shin Ultraman (シン・ウルトラマン Shin Urutoraman?) es una película japonesa de superhéroes de 2022 dirigida por Shinji Higuchi y escrita y producida por Hideaki Anno.
Es una reinvención de la serie de televisión Ultraman, la película es una coproducción entre Toho Pictures y Cine Bazar, con la película presentada por Tsuburaya Productions, Toho y Khara.
La película fue estrenada en 2022 por Toho en Japón, en conmemoración del 56 aniversario de la franquicia Ultraseries.

## Argumento
Tras la muerte accidental de un humano durante una batalla, Ultraman adopta la apariencia del hombre y su lugar en el Protocolo de Supresión de Especies Clase S para proteger a la Tierra de nuevas amenazas.

## Reparto
- Takumi Saitō[1] como Shinji Kaminaga,
- Masami Nagasawa[1] como Hiroko Asami.
- Hidetoshi Nishijima[1] como Kimio Tamura
- Daiki Arioka como Akihisa Taki
- Akari Hayam como Yumi Funaberi
- Tetsushi Tanaka como Tatsuhiko Munakata, jefe de la SSSP
- Kyusaku Shimada como Taishi Okuma, el primer ministro de Japón
- Ryō Iwamatsu como Hajime Komuro, ministro de Estado para la Gestión de Desastres]
- Tōru Masuoka como Kunihiko Kariba, el ministro de Defensa[

## Producción
La producción inicial se remonta a febrero de 2019, pero la participación de Hideaki Anno en Shin Ultraman fue una adición tardía ya que originalmente estuvo involucrado en la producción de Evangelion: 3.0+1.0 Thrice Upon a Time. El proyecto se anunció formalmente en agosto de 2019, con Higuchi como director y Anno como guionista.  Masami Nagasawa, Hidetoshi Nishijima y Takumi Saito fueron nombrados para protagonizar la película. La película sería coproducida entre Tsuburaya Production, Toho y Khara, con el objetivo de estrenarse en 2021.  Higuchi comentó: "Se me ha confiado un bastón que ha estado brillando desde que era un niño pequeño. Me esforzaré solemnemente por cumplir con mi responsabilidad de transmitir ese bastón pesado y radiante creado por mis mayores". El resto de los miembros del elenco fueron anunciados en septiembre de ese mismo año.

## Estreno
Shin Ultraman estaba previsto para estrenarse a principios del verano de 2021, pero se retrasó debido a la pandemia de COVID-19.
El 2 de mayo de 2022, la Organización de Clasificación y Calificación de Películas le otorgó a la película una calificación de "G" (apta para todas las edades) para su estreno en Japón.
Shin Ultraman tuvo su estreno en el festival en el Festival Internacional de Cine Fantástico de Neuchâtel 2022 el 21 de julio de 2022.
La película se estrenó en cines de Japón el 13 de mayo de 2022 por Tōhō Company, Ltd..

## Otros medios

### Shin Ultra Fight
Una miniserie spin-off titulada Shin Ultra Fight se transmitió en el servicio de transmisión Tsuburaya Imagination de Tsuburaya Productions del 14 de mayo al 4 de julio de 2022, contando con 9 episodios en total.
El director de Shin Ultraman, Shinji Higuchi, dirigió y supervisó parcialmente la serie, mientras que Hideaki Anno, guionista, organizador y productor de la película, estuvo a cargo de la planificación.
Inspirada en la serie de televisión Ultra Fight de 1970, la serie intentó duplicar los bajos valores de producción del programa original filmando episodios sin guion, utilizando actuaciones de captura de movimiento sin corrección y ambientando las peleas en entornos generados por computadora situados en lugares de filmación habituales.